# Lijst van aartsbisschoppen van Mechelen-Brussel
Het aartsbisdom Mechelen-Brussel werd als aartsbisdom Mechelen opgericht op 12 mei 1559, in het kader van de kerkelijke hervorming onder koning Filips II van Spanje. Sinds 1961 draagt het aartsbisdom de naam Mechelen-Brussel.
Hieronder volgt de lijst van aartsbisschoppen van Mechelen en van het aartsbisdom Mechelen-Brussel. De namen in het rood gearceerd zijn kardinalen.

## Aartsbisschoppen van Mechelen
|    | Periode     | Naam                              | Leven        | Opmerkingen |
| -- | ----------- | --------------------------------- | ------------ | --- |
| 1  | 1561 - 1582 | Antonius Perrenot de Granvelle    | 1517 - 1586  | Verlaat de Nederlanden op 13 maart 1564, maar blijft titulair aartsbisschop tot 24 januari 1583.                                                                          |
| 2  | 1583 - 1589 | Joannes (I) Hauchin               | 1527 - 1589  | |
| -  | 1589        | Guilielmus Alanus                 | 1532 - 1594  | Genomineerd door Filips van Spanje in 1589, maar nooit benoemd door de paus.                                                                                              |
|    | 1589 - 1593 | Henricus Cuyckius                 | 1546 - 1609  | Sedisvacatie; vicaris-generaal nam bestuur waar. |
| -  | 1593        | Laevinus Torrentius               | 1525 - 1595  | Benoemd in 1593, maar nam nooit bezit van de bisschopszetel. |
|    | 1595 - 1596 | Henricus Cuyckius                 | 1546 - 1609  | Sedisvacatie; vicaris-generaal nam bestuur waar. |
| 3  | 1596 - 1620 | Matthias Hovius                   | 1542 - 1620  | |
|    | 1620 - 1621 | Petrus van de Wiele               | 15?? - 16??  | Sedisvacatie; vicaris-generaal nam bestuur waar. |
| 4  | 1621 - 1655 | Jacobus Boonen                    | 1573 - 1655  | |
|    | 1655 - 1657 | Joannes Le Roy                    | 1??? - 1656  | Sedisvacatie; vicaris-generaal nam bestuur waar. |
|    | 1655 - 1657 | Amatus de Coriache                | 1600 - 1682  | |
| 5  | 1657 - 1666 | Andreas Creusen                   | 1591 - 1666  | |
|    | 1666 - 1668 | Amatus de Coriache                | 1600 - 1682  | Sedisvacatie; vicaris-generaal nam bestuur waar. |
| 6  | 1668        | Joannes (II) van Wachtendonck     | 1592- 1668   | Overleden voor installatie als aartsbisschop van Mechelen. |
|    | 1668 - 1671 | Amatus de Coriache                | 1600 - 1682  | Sedisvacatie; vicaris-generaal nam bestuur waar. |
| 7  | 1671 - 1689 | Alphonsus van Bergen              | 1624 - 1689  | |
|    | 1689 - 1690 | Philips Erard van der Noot        | 1638 - 1730  | Sedisvacatie; vicaris-generaal nam bestuur waar. |
| 8  | 1690 - 1711 | Humbertus Wilhelmus de Precipiano | 1627 - 1711  | |
|    | 1711 - 1716 | Amatus Ignatius de Coriache       | 1657 - 1731  | Sedisvacatie; vicaris-generaal nam bestuur waar. |
| 9  | 1716 - 1759 | Thomas Philippus d'Alsace-Boussut | 1679 - 1759  | |
| 10 | 1759 - 1801 | Joannes Henricus van Frankenberg  | 1726 - 1804  | Werd door de Fransen verbannen in 1797 en nam ontslag als aartsbisschop op 20 november 1801.                                                                              |
| 11 | 1802 - 1808 | Joannes Armandus de Roquelaure    | 1721 - 1818  | Vanaf 1801 aartsbisdom Mechelen-Antwerpen. Nam ontslag als aartsbisschop in 1808.                                                                                         |
| -  | 1808 - 1815 | Dominicus Dufour de Pradt         | 1759 - 1837  | Genomineerd door Napoleon, bevestigd door paus Pius VII in 1809. Nam ontslag als aartsbisschop in 1815 door verkoop van zijn bisschopszetel aan Willem I der Nederlanden. |
|    | 1815 - 1817 |                                   | Sedisvacatie | |
| 12 | 1817 - 1831 | Franciscus Antonius de Méan       | 1756 - 1831  | |
| 13 | 1832 - 1867 | Engelbertus Sterckx               | 1792 - 1867  | |
| 14 | 1867 - 1883 | Victor Augustus Dechamps, C.Ss.R. | 1810 - 1883  | |
| 15 | 1884 - 1906 | Petrus Lambertus Goossens         | 1827 - 1906  | |
| 16 | 1906 - 1926 | Désiré-Joseph Mercier             | 1851 - 1926  | |
| 17 | 1926 - 1961 | Jozef Ernest Van Roey             | 1874 - 1961  | |

Als gevolg van het Concordaat van 15 juli 1801 werd het aartsbisdom Mechelen uitgebreid met het voortaan afgeschafte bisdom Antwerpen.
Op 8 december 1961 werd het bisdom Antwerpen heropgericht. Het aartsbisdom Mechelen behield de toenmalige provincie Brabant (nu Vlaams-, Waals-Brabant en het Brussels Hoofdstedelijk Gewest) en het administratief arrondissement Mechelen van de provincie Antwerpen met uitzondering van de kantons Lier en Heist-op-den-Berg. De rest van de provincie Antwerpen ging naar het nieuwe bisdom Antwerpen. Op dezelfde datum veranderde het aartsbisdom van naam: Mechelen werd Mechelen-Brussel, en voortaan telde het twee kathedralen; de Sint-Romboutskathedraal in Mechelen én de kathedraal van Sint-Michiel en Sint-Goedele te Brussel.

## Aartsbisschoppen van Mechelen-Brussel
|    | Periode     | Naam                | Leven       | Opmerkingen                            |
| -- | ----------- | ------------------- | ----------- | -------------------------------------- |
| 18 | 1962 - 1979 | Leo Suenens         | 1904 - 1996 | Nam ontslag als aartsbisschop in 1979. |
| 19 | 1980 - 2010 | Godfried Danneels   | 1933 - 2019 | Nam ontslag als aartsbisschop in 2010. |
| 20 | 2010 - 2015 | André-Jozef Léonard | 1940        | Nam ontslag als aartsbisschop in 2015. |
| 21 | 2015 - 2023 | Jozef De Kesel      | 1947        | Nam ontslag als aartsbisschop in 2022. |
| 22 | 2023        | Luc Terlinden       | 1968        | Geïnstalleerd op 3 september 2023.     |